# Televisión digital terrestre en Guatemala
La Televisión digital terrestre en Guatemala se implementa de forma gradual en el formato ISDB-T otorgado por el Gobierno de Guatemala en 2013. Bajo el modelo, se permite la interactividad, acceso a dispositivos móviles y dispositivos GPS. La Superintendencia de Telecomunicaciones (SIT) aseguró que el apagón analógico se daría en 2022.

## Historia
En 2013 el gobierno de Otto Pérez Molina y la Superintendencia de Telecomunicaciones autorizan el acuerdo gubernativo 226-2013 iniciando el proceso para la transición de la televisión digital abierta en el país, prometiendo el apagón analógico entre cuatro y cinco años.Ese mismo año el gerente de Guatevisión Jaime Eduardo Torres confirmó que ya estarían listos para el cambio de la televisión analógica a digital pero que se tendría que hacer varios cambios en producción.
En 2017 RAPA de la República de Corea del Sur y Radio y Televisión de Guatemala (actualmente ChapínTV) lanzaron el primer canal digital en el país. Actualmente es el canal repetidor de Canal 3 también transmite varios eventos tanto de este como de sus canales hermanos los canales 7, 11 y 13.
En noviembre de 2017, Japón donó equipo de Implementación de Televisión Digital Terrestre a la Superintendencia de Telecomunicaciones.
En 2023 el congreso de Guatemala comienza a transmitir su canal principal por medio del 9.1 del TDT. Esto fue debido a una donación de $200.000 dólares del Gobierno de Taiwán.
En enero de 2025, la Arquidiócesis de Santiago de Guatemala apagó la señal de su canal llamado Televisión Arquidiocesana, terminando con una transmisión en VHF por 19 años para comenzar a transmitir en el 8.3 de la TDT y en HD.

## Canales
| Nombre    | Operador                              | Al aire | Canal digital | Canal analógico | Ref(s) |
| --------- | ------------------------------------- | ------- | ------------- | --------------- | ------ |
| Canal 3   | Grupo Chapín TV                       | 19.1    | Si            | 3 (VHF)         |        |
| TN23      | Grupo Chapín TV                       | 19.2    | Si            | 23 (UHF)        | [ 13 ] |
| Canal 9   | Congreso de la República de Guatemala | 9.1     | Si            | No              | [ 14 ] |
| Sonora TV | Radio Cadena Sonora                   | 40.2    | Si            | No              |        |
| TVA       | Arquidiócesis de Guatemala            | 8.3     | Si            | No              |        |